# Turó de Rossell
El turó de Rossell o Rossell és una muntanya de 344 metres situada a la comarca de la Selva.

## Particularitats
El Rossell es troba dins del terme municipal de Lloret de Mar dins del petit massís anomenat Muntanya del Morro Fred, al nord-est del puig d'en Pla.
Els vessants nord-est, est i sud-est del Rossell es troben coberts d'urbanitzacions.